# Harald Wieselgren
Harald Ossian Wieselgren (født 2. november 1835, død 17. marts 1906) var en svensk historiker og forfatter, søn af Peter Wieselgren.
Wieselgren blev student 1852 i Lund, men bestemte sig snart for at gå biblioteksvejen og blev 1877 bibliotekar ved Det Kongelige Bibliotek i Stockholm. Ved siden af sin biblioteksgerning udfoldede han en stor virksomhed som forfatter; fortsættelsen af Svenskt biografiskt lexikon 2—6 (1858—68) skyldes således ham; 1866—79 redigerede han Ny illustrerad tidning. Desuden udgav han Den helige Bernhards skrifter (1866 i Svenska fornskriftssällskapets samlingar), En kunglig familjs själfbiografi (1867), Öfver Atlanten, resebref (1876); men han fandt sit egentlige felt i sagkyndige, pietetsfulde biografier; foruden de større biografiske studier over faderen samt Lars Johan Hierta (1880), Cavour (1884) med flere har han særlig forfattet nekrologer, udgivne blandt andet i samlingen Ur vår samtid, femtio porträtt med nekrologer (1880), samt de læseværdige Bilder och minnen og I gamla dagar och i våra (1901). Tillige var Wieselgren kendt som en ypperlig taler og som energisk og dygtig leder af de tanker, han søgte at føre ud i livet; mest skattet var måske nok hans virksomhed for den litterære Stockholm-forening Iduns trivsel.